# 哈斯科沃灣

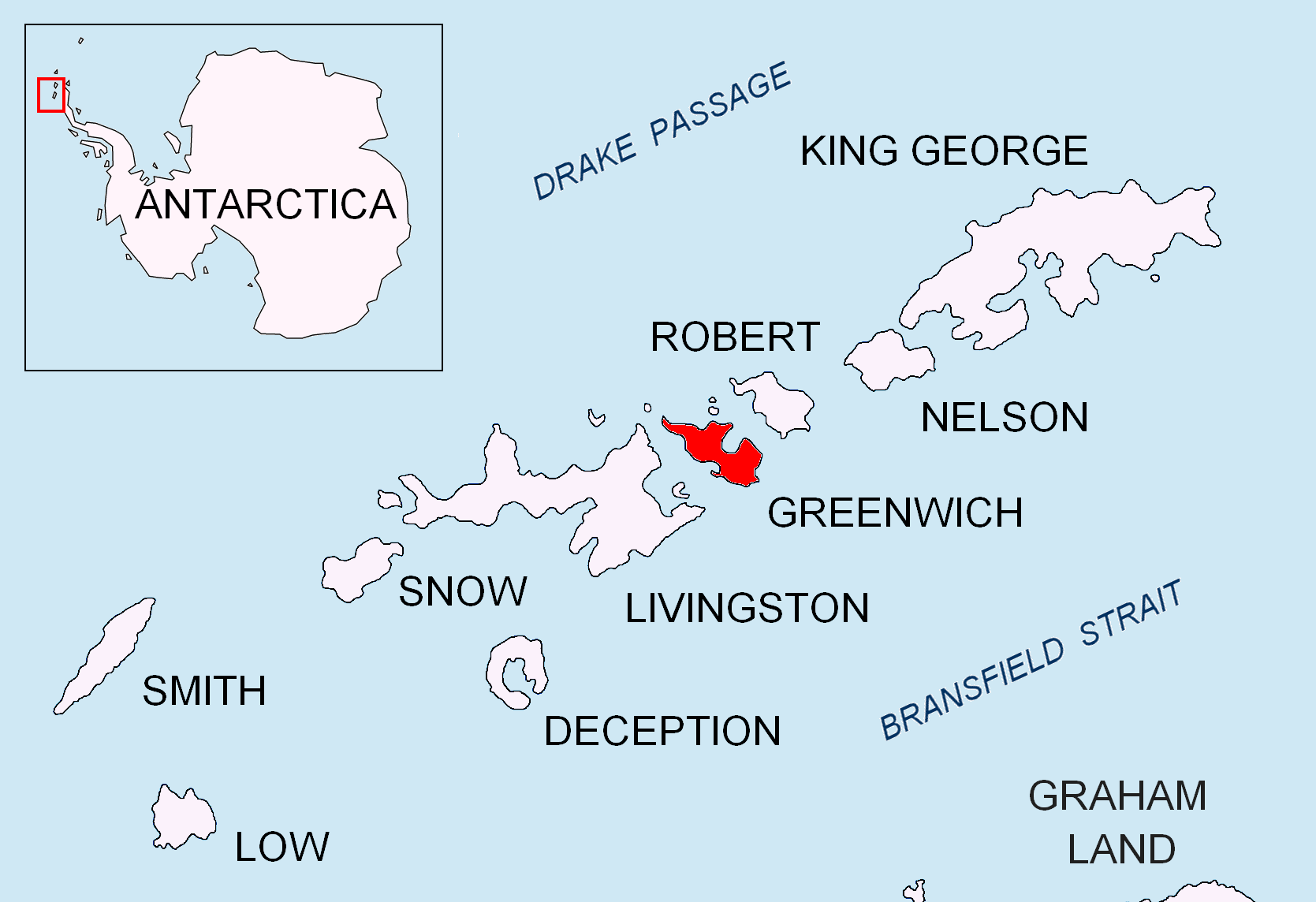

哈斯科沃灣（Haskovo Cove），是南極洲的海灣，位於南設得蘭群島的格林尼治島，處於阿普里洛夫角和米萊蒂奇角之間，長1公里、寬2.1公里，以保加利亞東南部城市命名。
62°27′03″S 59°54′20″W / 62.45083°S 59.90556°W

## 外部連結
- Haskovo Cove.（页面存档备份，存于） SCAR Composite Gazetteer of Antarctica.